# Guitar World
Guitar World – miesięcznik muzyczny, wydawany z myślą o gitarzystach. Zawiera przede wszystkim wywiady z muzykami, recenzje albumów i sprzętu muzycznego oraz tabulatury znanych utworów; wydawany jest 13 razy do roku (12 wydań comiesięcznych oraz jedno wydanie wakacyjne).
Pierwsze wydanie, na okładce którego zagościł Johnny Winter, ukazało się w lipcu roku 1980. W już ponad 31 letniej historii czasopisma na jego łamach pojawiły się wywiady z gitarzystami rockowymi, takimi jak Jimmy Page, David Gilmour, Angus Young, Tony Iommi, Ritchie Blackmore, Joe Satriani, Eric Clapton, Steve Vai, Joe Perry czy Eddie Van Halen; ten ostatni na okładce Guitar World znalazł się łącznie 13 razy, dwukrotnie także gościł na pierwszej stronie pokrewnego czasopisma Guitar Legends.
Od stycznia 2005 roku do wydawnictwa dołączana jest za każdym razem płyta CD-ROM z lekcjami gitary na wideo, prezentacjami sprzętu i innymi (własnymi lub nadesłanymi przez osoby trzecie) materiałami; czasopismo z dołączoną płytą sprzedawane jest o trzy dolary drożej ($7.99 zamiast $4.99). Ponadto, przez pewien czas do magazynu dołączany był plakat głównych bohaterów poszczególnych wydań. W roku 2007 Guitar World rozpoczął wydawanie magazynu DVD Guitar World presents...Guitar DVD.
Od sierpnia 2007 Guitar World publikuje felietony pochodzące z nieistniejących już siostrzanych magazynów Guitar One i Guitar World Acoustic. Wśród felietonistów są między innymi:
- Dave Mustaine
- Michael Angelo Batio
- Richard Lloyd
- Joe Bonamassa
- Vic Juris
- Tom Kolb
- Keith Wyatt
- Jimmy Brown